# Wurmsitzkogel
Der Wurmsitzkogel ist ein 3079 m ü. A. hoher Gipfel im Geigenkamm in den Ötztaler Alpen in Tirol. Knapp 150 Meter südlich des Gipfels des Wurmsitzkogels befindet sich ein weiterer Gipfelpunkt (3063 m ü. A.), der in der Alpenvereinskarte als Wildes Männle bezeichnet wird. Der Mainzer Höhenweg, ein hochalpiner Steig von der Rüsselsheimer Hütte zur Braunschweiger Hütte, führt wenige Meter von den höchsten Punkten dieser Gipfel vorbei.

## Lage und Umgebung
Der Wurmsitzkogel ist eine Kammerhebung im Hauptkamm des Geigenkamms nördlich des Pollesjochs. Er befindet sich ungefähr 500 Meter südlich des höheren Gschrappkogels (3194 m), zu dem er nur eine recht geringe Schartenhöhe aufweist, insofern ist der Wurmsitzkogel kein eigenständiger Gipfel. Der recht deutlich ausgeprägte Hauptkamm läuft vom Wurmsitzkogel über Gschrappkogel weiter zum Wassertalkogel (3247 m). Nach Westen, zum Pitztal, zeigt der Berg eine Geröll- und Schrofenflanke. Nach Südosten, zum Pollestal, gibt es einen kleinen Felssturz.

## Alpinismus
Der Mainzer Höhenweg, ein hochalpiner Steig im Geigenkamm von der Rüsselsheimer Hütte zur Braunschweiger Hütte, führt über den Gipfel des Wurmsitzkogels. Vom Wassertalkogel im Norden über den Gschrappkogel und Wurmsitzkogel führt der Mainzer Höhenweg nahezu ständig auf oder nahe der Gratkante des Hauptkamms des Geigenkamms.
Am leichtesten zu erreichen ist der Wurmsitzkogel über den südlichen Abschnitt des Mainzer Höhenweges. Den eigentlichen Beginn dieses Steigs erreicht man von der Braunschweiger Hütte am nördlichen Pollesjoch. Dieses kann man von der Hütte über das Pitztaler Jöchl erreichen, oder – zur Meidung der Steinschlaggefahr im Bereich des Joches – über den Franz-Auer-Steig durch das als Silbergrube bezeichnete Kar. Alternativ kann das nördliche Pollesjoch auch aus dem Ötztal vom obersten Parkplatz im Rettenbachtal erreicht werden.